# Побег (фильм, 2024, Испания)
«Побег» (исп. Escape) — художественный фильм в жанре триллера режиссёра Родриго Кортеса. Кортес также выступает в этом фильме в качестве сценариста и монтажёра. Фильм снят по роману Энрике Рубио. Главные роли в фильме исполняют Марио Касас и Анна Кастильо.

## Сюжет
Сюжет повествует о Н., сломленном молодом человеке, одержимом желанием жить в тюрьме.

## В ролях
- Марио Касас[2]
- Анна Кастильо[2]
- Хосе Гарсиа[2]
- Гильермо Толедо[2]
- Жозеп Мариа Поу[2]
- Бланка Портильо[2]
- Хосе Сакристан[2]
- Давид Лоренте[3]
- Альберт Пла[3]
- Хуанхо Пучкорбе[3]

## Создание
«Побег» знаменует собой возвращение Кортесса к испаноязычному кинопроизводству после его дебютного фильма «Конкурсант» (2007). Фильм, представленный Кортесом как «„Граф Монте-Кристо“ наоборот, „Мотылёк“ наоборот или „Побег из Алькатраса“ наоборот», является совместным производством Nostromo Pictures (Адриан Гуэрра и Нуриа Валльс) с французским The Project в сотрудничестве с Mogambo, Cosmopolitan TV и при участии RTVE и Movistar Plus+. В мае 2023 года Мартин Скорсезе был объявлен исполнительным продюсером фильма. Оператор фильма — Рафаэль Гарсиа. Среди мест съёмок был Армунья-де-Тахунья. К 22 июля 2023 года съёмки фильма были уже завершены.

## Выход
«Побег» был представлен на гала-вечере RTVE, который состоялся во Дворце конгрессов «Курсааль» во время 72-го Международного кинофестиваля в Сан-Себастьяне. Фильм был выпущен в кинотеатрах Испании 31 октября 2024 года компанией Beta Fiction Spain.